# Mălăeștii de Jos
Mălăeștii de Jos – wieś w Rumunii, w okręgu Prahova, w gminie Dumbrăvești. W 2011 roku liczyła 474 mieszkańców.